# Манолешти (Ботошани)
Манолешти (рум. Manolești) насеље је у Румунији у округу Ботошани у општини Михај Еминеску. Oпштина се налази на надморској висини од 137 m.

## Становништво
Према подацима из 2002. године у насељу је живело 223 становника, од којих су сви румунске националности.